# Berloz
Berloz (en való Bierlô) és un municipi de Bèlgica a la província de Lieja a la regió valona.

## Història
A l'edat mitjana, Crenwick depenia de Vorsen, una possessió de l'Església de Sant Joan de Lieja del principat de Lieja. El 1822 es va unir amb Rosoux.

## Llengües
Fins a la fixació de la frontera lingüística el 1963, al nucli de Corswarem, Hasselbroek i Rosoux-Gare (Roost-Station) es parlava neerlandès. Fins a 1962, Corswarem pertanyia a la província de Limburg. Només queda una minoria de persones de parla neerlandesa i el municipi no va obtenir facilitats lingüístiques. Crenwick era de parla neerlandesa fins al 1772, quan el primer curat francòfon va començar a tenir els registres en francès. El poble de Rosoux (Roost en neerlandès) va francesitzar-se a l'inici del segle xix.
Berloz és un poble rural, al nord d'Haspengouw, una terra de conreu molt rica (blat, remolatxes…). A mig camí entre Lieja i Brussel·les, va esdevenir un poble-dormitori, gràcies a les bones connexions ferroviàries i autoviàries. A la fi del segle XX es va construir una sortida a l'autopista E40.

## Entitats
- Berloz
- Corswarem, (neerlandès) Korsworm
- Rosoux-Crenwick, (neerlandès) Roost-Krenwik